# Læn Dem ikke ud
Læn Dem ikke ud er det tredje album fra den danske gruppe Bifrost udgivet i 1979 på CBS Records.
Gruppen var siden Til en sigøjner udvidet med guitaristen John Teglgaard. Albummet var det sidste, hvor flere af de oprindelige medlemmer af gruppen medvirkede: Annapurna, Torben Andersen, Asger Skjold og Mogens Fischer.

## Numre
Albummet indeholder følgende numre (her opdelt på de to oprindelige sider):
| 1. | "Det er morgen"           | Tom Lundén  | 3:19 |
| 2. | "Aftensang"               | Ida Klemann | 3:45 |
| 3. | "I nat vil jeg leve"      | Tom Lundén  | 3:19 |
| 4. | "Et 10-års ligegyldighed" | Tom Lundén  | 3:54 |
| 5. | "Intet er nået"           | Tom Lundén  | 6:27 |

| 6.  | "Sejl væk"         | Tom Lundén   | 2:58 |
| 7.  | "Stjerneregn"      | Annapurna    | 2:41 |
| 8.  | "De vilde"         | Ida Klemann  | 1:59 |
| 9.  | "Billen"           | Annapurna    | 2:23 |
| 10. | "Trylle"           | Asger Skjold | 1:11 |
| 11. | "Susan"            | Tom Lundén   | 4:08 |
| 12. | "Troldmandens hus" | Tom Lundén   | 2:06 |
| 13. | "Natteridt"        | Tom Lundén   | 4:00 |

## Medvirkende
På albummet medvirkede følgende:
Gruppens medlemmer
- Tom Lundén: sang, keyboards, guitar
- Ida Klemann: sang, guitar, synthesizer
- Annapurna: sang, percussion
- Torben Andersen: keyboards
- Asger Skjold: bas, sang, synthesizer
- Mogens Fischer: trommer, percussion, guitar
- Mikael Miller: guitar, sang, percussion
- John Teglgaard: guitar, citar, percussion, sang

Øvrige medvirkende
- Stig Kreutzfeldt: piano, percussion, sang samt producer